# 케르마데크판

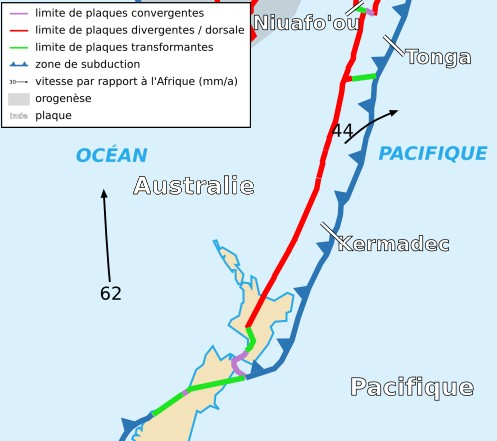
케르마데크 판 ("Kermadec", 프랑스어)

케르마데크 판은 남태평양의 케르마데크 해구 서쪽의 뉴질랜드의 북섬 일부와 케르마데크 제도가 속한 길쭉한 판이다. 후열도 분지를 형성하는 긴 발산 경계에서 오스트레일리아 판과 분리된다. 주변은 지진 활동이 활발하다.

## 참고
- Bird, P. (2003). “An updated digital model of plate boundaries”. 《Geochemistry, Geophysics, Geosystems》 4 (3): 1027. doi:10.1029/2001GC000252.